# 極楽特急
『極楽特急』（ごくらくとっきゅう、原題: Trouble in Paradise）は、1932年に製作・公開されたエルンスト・ルビッチ監督の倫理規定前アメリカ映画のロマンティック・コメディである。

## 概要
紳士淑女の泥棒カップルが力を合わせ、香水会社の美人社長を取り込み詐欺にかけようとする。だが、紳士泥棒と美人社長が恋に落ち、三角関係になることにより、詐欺計画が予定通りには行かない。

## キャスト
- リリー　（淑女泥棒） - ミリアム・ホプキンス
- マリエット・コレ夫人 （女社長）- ケイ・フランシス
- ガストン・モネスク　（大泥棒） / ガストン・ラ・ヴァル （秘書）- ハーバート・マーシャル
- 少佐　- チャールズ・ラグルス
- フランソア・フィリバ　- エドワード・Ｅ・ホートン
- アドルフ・J・ジロン - C・オーブリー・スミス
- ジャック　（マリエットの執事）－　ロバート・グレイグ
- 共産主義者　- レオニード・キンスキー